# 한들고등학교
한들고등학교(한들高等學校)는 대한민국 전북특별자치도 군산시 대야면 지경리에 있는 공립 고등학교이다.

## 학교 연혁
- 1952년 5월 3일 : 옥구농업고등학교 설립인가
- 1952년 5월 23일 : 옥구농업고등학교 개교
- 1973년 3월 1일 : 옥구종합고등학교 교명 변경
- 1985년 3월 1일 : 옥구고등학교로 교명 변경, 12학급 증설 인가
- 1991년 10월 12일 : 상업계 정보처리과 2학급 신설인가
- 1997년 3월 1일 : 군산남고등학교로 교명 변경
- 2002년 1월 28일 : 군산남고등학교 신축학교 이전
- 2018년 3월 1일 : 한들고등학교로 교명 변경
- 2021년 3월 1일 : 제31대 추창훈 교장 부임

## 참고 자료
- 한들고등학교 - 한국교육학술정보원 학교알리미